# Release from Agony
Release from Agony ist das dritte Studioalbum der deutschen Thrash-Metal-Band Destruction.

## Entstehung
Die EP Mad Butcher war die erste Produktion der neu formierten Band um Marcel „Schmier“ Schirmer, Harald „Harry“ Wilkes und Oliver „Olly“ Kaiser und hatte eher Sessioncharakter, da sich die Musiker erst einspielen wollten. Darauf folgten Aufnahmen für das Album Release from Agony, welche die Band sehr ernst nahm. Als Produzent wurde Kalle Trapp verpflichtet. Ab dem 1. September 1987 verlegte Destruction die Produktion in das Karo Studio in (Münster). Die Band zahlte den Studioaufenthalt selbst und nahm sich für diesen vier Wochen Zeit.
Für die Kompositionen erarbeitete Gitarrist Michael „Mike“ Sifringer erste Grundideen, die dann von der Band weiterentwickelt wurden. Marcel „Schmier“ Schirmer schrieb die Texte. Das neue Bandmitglied Wilkes bekam als zweiter Gitarrist die Gelegenheit, eigene Riffs einzustreuen; dabei orientierte er sich auch an klassischen Arrangements. Der Schlagzeuger Kaiser, der ursprünglich aus dem Jazz kam, brachte Ideen aus der Jazz-Ecke mit ein. Schirmer bezeichnete Wilkens später als „Tonleitern-Fetischist“. Sifringer erklärte die Vorgehensweise der Band, die Stücke auf diese Weise zu komponieren, später in einem Interview: „Wir sind dabei ganz anders vorgegangen als bisher. Wir haben die Riffs auf die Drums abgestimmt, genau durchdacht, wie die Riffs von den Drums begleitet werden können und sind Note für Note durchgegangen. Mit [dem neuen Schlagzeuger] Ollie ging das, mit Tommy [Sandmann] hingegen damals nicht. Gerade in diesem Bereich haben wir die größten Fortschritte gemacht, meine ich.“ Schirmer kritisierte später das Konzept des Gitarristen Sifringer und bezeichnete es als progressives „Gefrickel“. Sifringer sei blind gegenüber den Gefahren eines Stilwechsels gewesen und habe lediglich das gehobene Spiellevel gesehen.
Die Backing Vocals wurden von Kreator-Frontmann „Mille“ Petrozza eingesungen.

## Titelliste
1. Beyond Eternity – 1:11
2. Release from Agony – 4:44
3. Dissatisfied Existence – 4:30
4. Sign of Fear – 6:46
5. Unconscious Ruins – 4:27
6. Incriminated – 5:22
7. Our Oppression – 4:49
8. Survive to Die – 5:31

## Gestaltung
Die Musik sei progressiv, ja fast schon ein bisschen „elegant“, gibt ultimate-guitar.com an, im Kontrast dazu stehe die Coverabbildung.

## Musikstil und Texte
Metal Hammer, Rock Hard und Metal Star benutzten jeweils das Wort „kompliziert“ als Charakterisierung des Albums.
Release from Agony beginnt mit einem laut Classic Thrash stilvollen Einklang und enthält einige Stücke, die nicht sonderlich vom Stil der ersten beiden Alben abweichen würden. Lieder wie Sign of Fear jedoch demonstrierten eine dunklere und technischere Herangehensweise. Mit einer Menge „brütendem“ Riffing sei der Eindruck „zugegebenermaßen fortgeschrittener, aber vielleicht nicht ganz so zügellos wie einige der wildesten Momente der Band in der Vergangenheit“. Martin Popoff schrieb in seinem Buch The Collector’s Guide of Heavy Metal Volume 2: The Eighties, dass die Band immer noch chaotischen Thrash Metal spiele. Die Lieder seien technisch anspruchsvoll.
Oliver Klemm identifizierte im Metal Hammer „neue Einflüsse“, darunter klassische, womit man dem Progressive Metal nähergerückt sei. Für das Rezensenten-Duo von ultimate-guitar.com zeichnet sich das Album durch eine ausgefeilte Spieltechnik sowie langsamere und melodischere Lieder aus. Der Klang sei jedoch aufgrund schlechter Produktion gedämpft. Während ein Rezensent Schwierigkeiten hat, den Bass herauszuhören, meint sein Kollege, das Instrument erfordere die volle Aufmerksamkeit des Hörers. Der für powermetal.de schreibende Alex Straka fand das Album „filigran und verspielt, technisch hochklassig und songwriterisch bis ins Detail durcharrangiert“. Matthias Herr (Heavy Metal Lexikon, Band 1) sieht darin einen nicht eingelösten „Anspruch der 'Ernsthaftigkeit'“.
Laut Bandauskunft orientierte man sich bezüglich „Druck und Präzision“ an Metallica, beabsichtigt war jedoch keine Metallica-Kopie herbeizuführen, man wollte einfach „einen cleanen und gleichzeitig knallharten Thrash-Sound“ haben. Ultimate-guitar.com führt als Vergleiche Kreator, Sodom und Exhorder an. Bei Survive to Die höre man Reminiszenzen an den typischen Glenn-Miller-Swing. Gar keine Ähnlichkeiten kamen Oliver Klemm im Metal Hammer in den Sinn. Die Kompositionen orientierten sich nicht an Vergangenem, sondern verfolgten eine eigene Linie, urteilte er über die vorab im Karo Studio gehörten Beispiele.
Schirmer erklärte Klemm, man sei durch Klassikeinflüsse progressiver geworden und habe damit „für deutsche Verhältnisse neue Akzente gesetzt“. Die Band spiele nicht mehr hundert Prozent harten Thrash, sondern bringe einen hohen Anteil Progressive Rock à la Watchtower und Fates Warning ein, der allerdings „flüssiger“ dargebracht werde. Man habe lange an den Stücken gefeilt und sei abschließend „hochzufrieden“.
Die Texte versprühten eine düstere Stimmung, die zur Musik passe, kommentiert ultimate-guitar.com. Bisher seien die englischen Texte der Deutschen blanker Unsinn gewesen, diesmal aber seien diese die besten in der gesamten Destruction-Historie. Das Titelstück handele von einem Albtraum, in den der Schlafsuchende immer und immer wieder verfalle.

## Rezeption
Release from Agony wurde von vielen Fans negativ bewertet oder wurde zumindest von den treuen Fans geächtet. Schirmer bekannte 2004: „[B]ei Release from Agony hagelte es hierzulande Kritik.“
Classic Thrash bezeichnete das Album als bis dahin ambitioniertestes Werk der Band. Während Veröffentlichungen wie Sentence of Death direkt und sofort zugänglich gewesen seien, könne Release From Agony seine Zeit brauchen, um daran Gefallen zu finden. Daniel Bukszan merkte im Buch The Encyclöpedia öf Heavy Metal an, dass das Album die Fans in zwei Lager spalte: Die, die den neuen Stil der Band mögen würden und diese, die sich den alten, primitiven Stil zurückwünschen würden.
Die Internetplattform laut.de fasst die Rezeption in dem Satz zusammen, die Platte habe „zwiespältige Reaktionen seitens Publikum und Presse“ geerntet.
Matthias Herr konstatierte, die Absicht, anspruchsvolle Gefilde zu betreten und mit der Demonstration hinzugewonnenen Spielvermögens als versierte Musiker zu gelten, sei total danebengegangen, es herrsche pure Langeweile „mit wahrhaft gräßlichen Refrains […] und dem plärrig-tuntig wirkenden Gesang von Schmier“. Die Autoren des Buches Heavy Metal Made in Germany fanden, dass das Album „leider nicht an die Glanzleistung der Mad Butcher-Mini anknüpfen“ konnte.
Einen mittigen Standpunkt bezog Jan Michael Dix im Metal Star, indem er über die Veröffentlichung schrieb: „Sie war sicherlich nicht schlecht, paßte […] aber einfach nicht zu einer Band wie Destruction“.
Unter dem Eindruck der noch nicht fertig abgemischten Hörproben prophezeite Klemm eine über dem Thrash-Standard liegende Liedzusammenstellung. Vier Wochen später lobte er „ihre bislang reifste musikalische Leistung“, Destruction sei „musikalisch niemals zuvor besser“ gewesen. Ihm war das Album 6 von 7 möglichen Punkten wert.
Uwe „Buffo“ Schnädelbach rechnete das Album zusammen mit anderen im Rock Hard zu den „ausgezeichneten“ der Gruppe. Auch Alex Straka meint, das „hochklassige Können“ mache Release from Agony trotz des „dumpfen Scheppersounds“ zum Top-Album. Statt Punkten spricht er eine Kaufaufforderung aus. Beide Rezensenten auf ultimate-guitar.com kommen in ihren Endbewertungen (die sich aus verschiedenen Teilbewertungen ergeben) auf 8 von 10 möglichen Punkten für ein „exzellentes Album einer unterbewerteten Band“.
Die rückblickende Einschätzung von Michael Sifringer: „So vom Songwriting finde ich das eigentlich immer noch alles ganz okay, nur: die Songs kommen einfach nicht entsprechend zur Geltung, weil der Mix nicht gut ist. Man hätte sich auch bessere Gesangslinien für die Songs einfallen lassen können, um es vielleicht so etwas eingängiger zu machen. Insgesamt hätte es schon erheblich besser werden können. Als Versuch […] würde ich die ganze Angelegenheit aber nun auch nicht bezeichnen wollen. Es war halt so, daß mit Harry und Olly neue Leute in die Band kamen, von daher eine ganz andere Situation vorlag. Ganz automatisch hat sich durch die anderen Einflüsse der beiden neuen Musiker eine etwas andere Richtung ergeben. Zudem war es auch so, daß [sie] die Sachen spielen konnten, die zum Beispiel der Tommy nicht auf der Pfanne hatte. Es kann natürlich sein, daß wir es deswegen mit den komplizierten Sachen ein wenig übertrieben haben.“
Im Interview mit dem Fanzine Live Wire, das auszugsweise im Buch Heavy Metal made in Germany wiedergegeben wurde, sprach Schirmer explizit das Klangproblem an: Bis zum Rough Mix habe noch alles gestimmt, dann habe Produzent Kalle Trapp alles verpfuscht.